# Lipotriches quartinae
Lipotriches quartinae är en biart som först beskrevs av Giovanni Gribodo 1884.
Lipotriches quartinae ingår i släktet Lipotriches och familjen vägbin. Inga underarter finns listade i Catalogue of Life.